# Церковь Николая Чудотворца (Рель)
Церковь Николая Чудотворца или Никольская церковь — православный храм в деревне Рель, Лужского района Ленинградской области. Церковь построена во второй половине XIX века.
Является памятником градостроительства и архитектуры.

## История
Первая церковь в селе Рель, зафиксированная источниками, относится к 1620-м годам. Храм был посвящён Николаю Чудотворцу и сооружён из дерева. Был приписан к Никольской пятине Сомерской волости Старорусского уезда Новгородской епархии. Эта церковь сгорела в 1725 году и через год на том же месте вновь выстроили деревянный храм. В 1861 году здесь был проведён капитальный ремонт и размещён новый иконостас, но в 1865 года в храме вновь случился пожар. По одной из версий возгорание случилось от непотушенной свечи на жертвеннике, по другой — от того, что на священнике Иоанне Заозерском, служившем после обедни панихиду, загорелась подкладка ризы. Документы, иконы, иконостас и утварь были перенесены во вновь устроенную кладбищенскую церковь Покрова.
В 1870 году по проекту архитекторов И. Б. Слупского и А. Д. Фиалковского началось строительство нового каменного храма вместимостью 800 человек в русско-византийском стиле. Слупский имел звание академика архитектуры, длительное время работал в Министерстве путей сообщения, строил в Петербурге доходные жилые дома, особняки, комплекс подворья Коневского монастыря на Загородном проспекте, часовню Спасо-Преображенского собора. Четырёхстолпный пятикупольный храм с шатровыми завершениями куполов и шатровой колокольней в селе Рель возводили на пожертвования, а материалы для строительства также доставляло местное население. Так, например, плиты привозили из Нарвы за 75 км и из деревни Смолеговиц за 54 км; известь из Никольщины за 85 км; железо — от станции Молосковиц за 58 км. Материал для цоколя на фундамента и гранитные колонны крестьяне приносили на себе, с поля, без помощи лошадей. Для перемещения камней весом более 3 тонн, собиралось до 70 человек.
В 1878 годах на колоннах появились вертикальные трещины, и хотя архитектор Слупский признал их не опасными, 28 октября большой купол провалился. Инженер-архитектор Фиалковский, осмотрев работу, заявил, что следует снять и малые купола, а стены оставить по прежнему. Падение купола было объяснено недостатком надзора. В 1883 году Слупский составил новые чертежи и планы. В том же году храм был закончен вчерне. В 1887 году Никольская церковь с приделами Покрова Пресвятой Богородицы и Пророчицы Анны была освящена.
В 1937 году настоятель церкви был арестован и расстрелян, богослужения прекратились. В 1939 году храм закрыли.
В 1989 году предпринимались попытки отреставрировать церковь, но работы в итоге были прекращены.

## Галерея

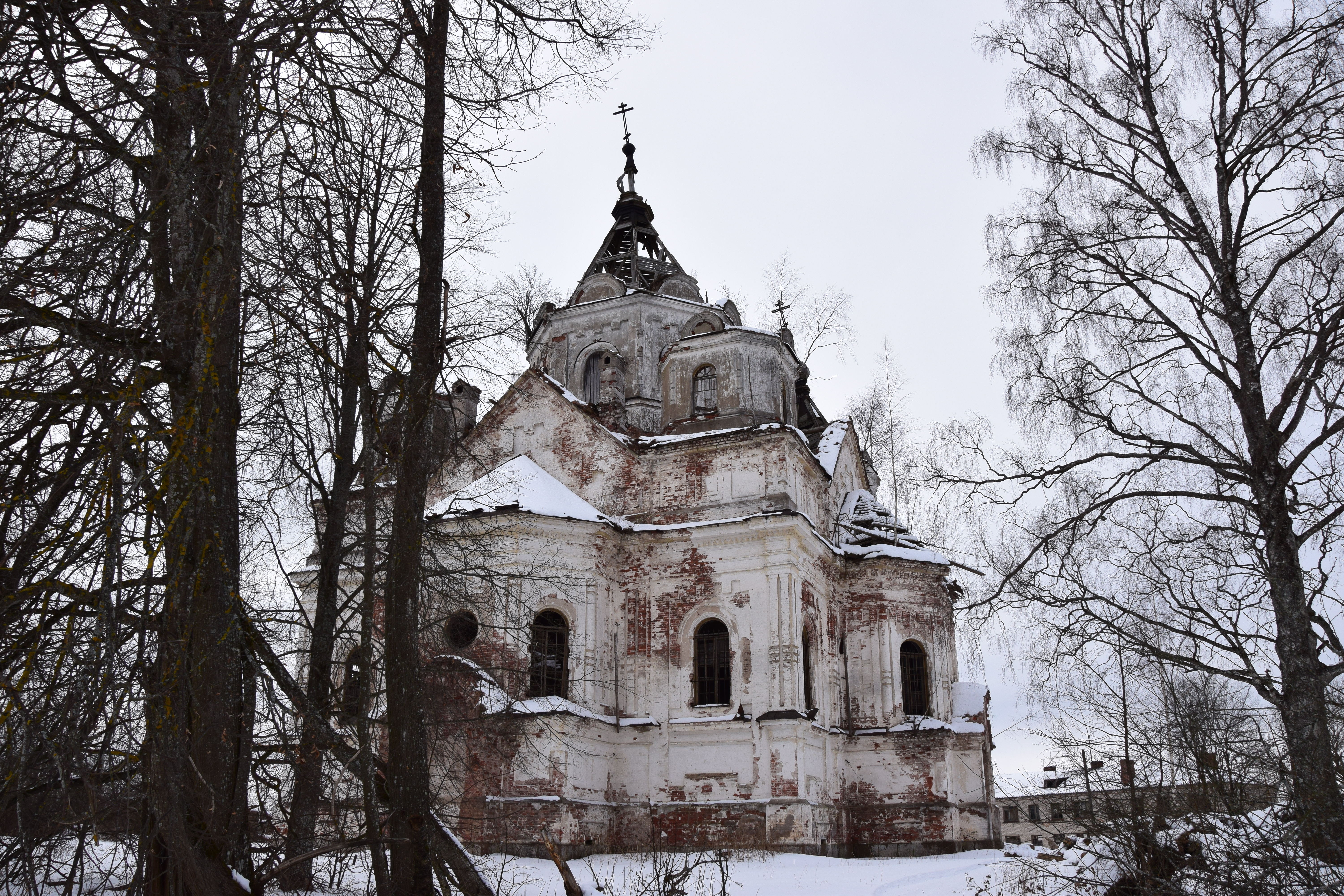
Вид зимой
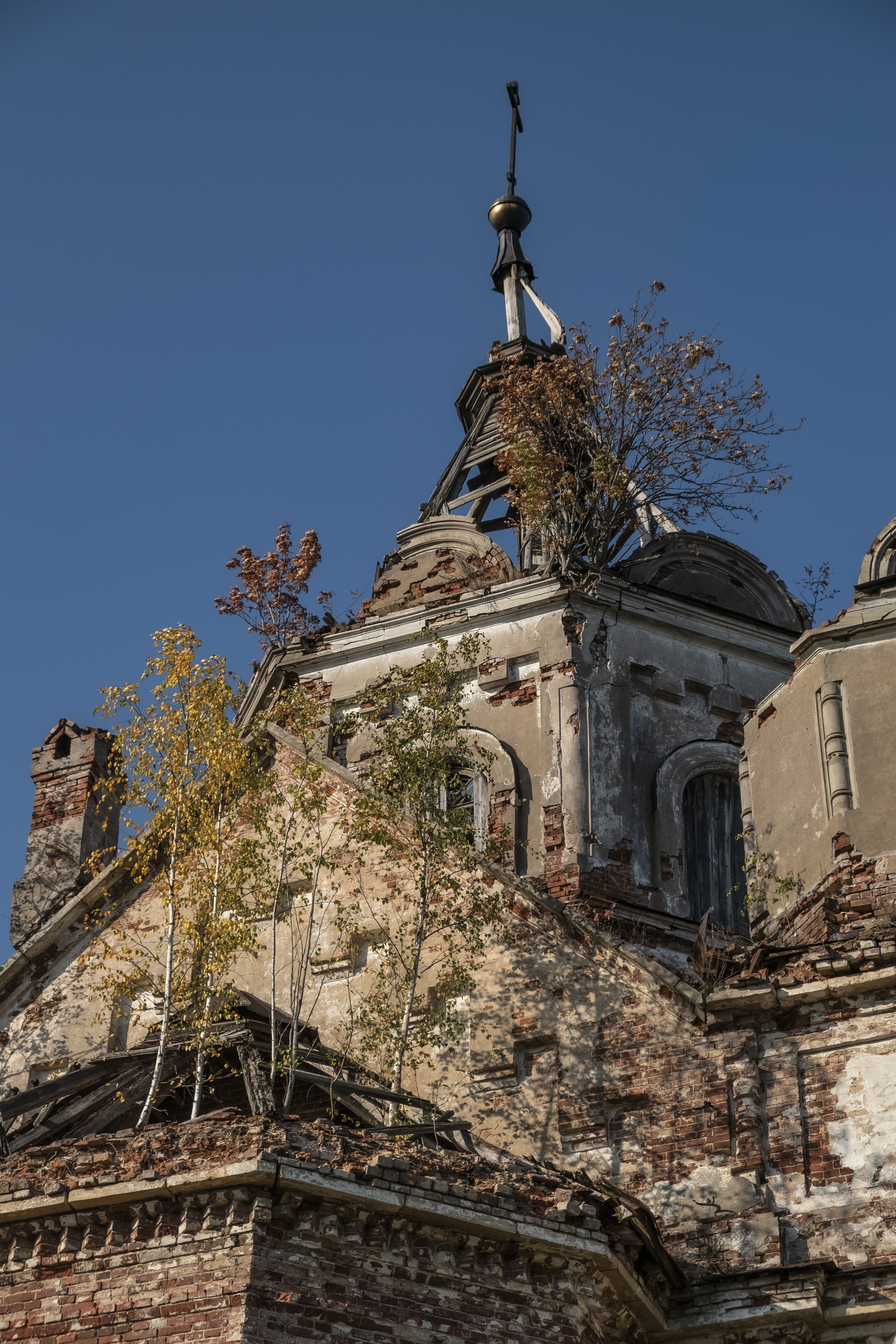
Купол
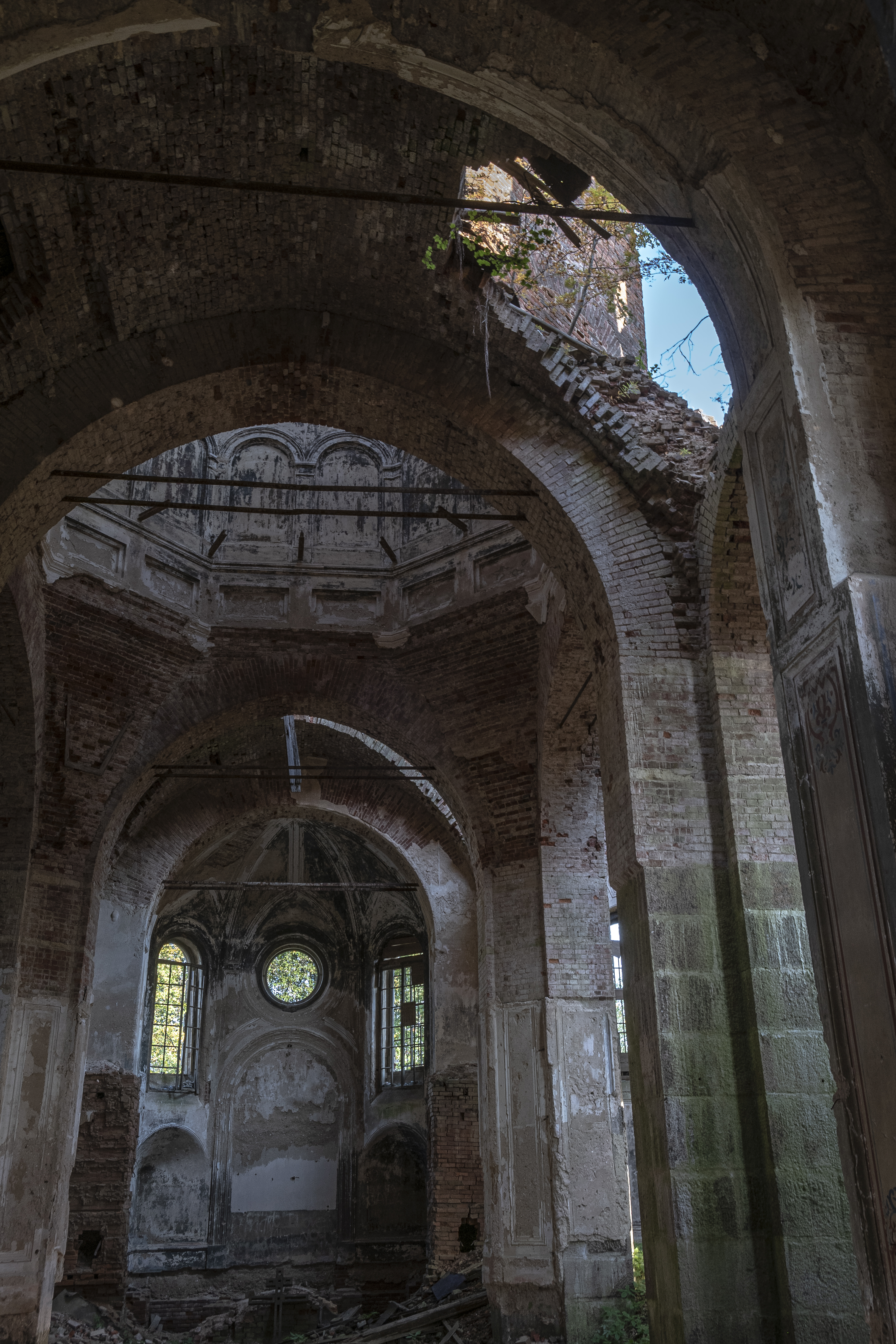
Вид изнутри